# 米开朗基罗-欧特伊站
米开朗基罗-欧特伊站（法語：Michel-Ange-Auteuil）是法国巴黎地铁9号线和巴黎地铁10号线共用的一个车站，位于巴黎十六区。9号线车站于1922年11月8日启用；8号线车站于1913年9月30日启用，于1937年7月27日随8号线部分路段一同转为10号线。站名来自米开朗基罗街（Rue Michel-Ange，以画家米开朗基罗命名）和欧特伊街。

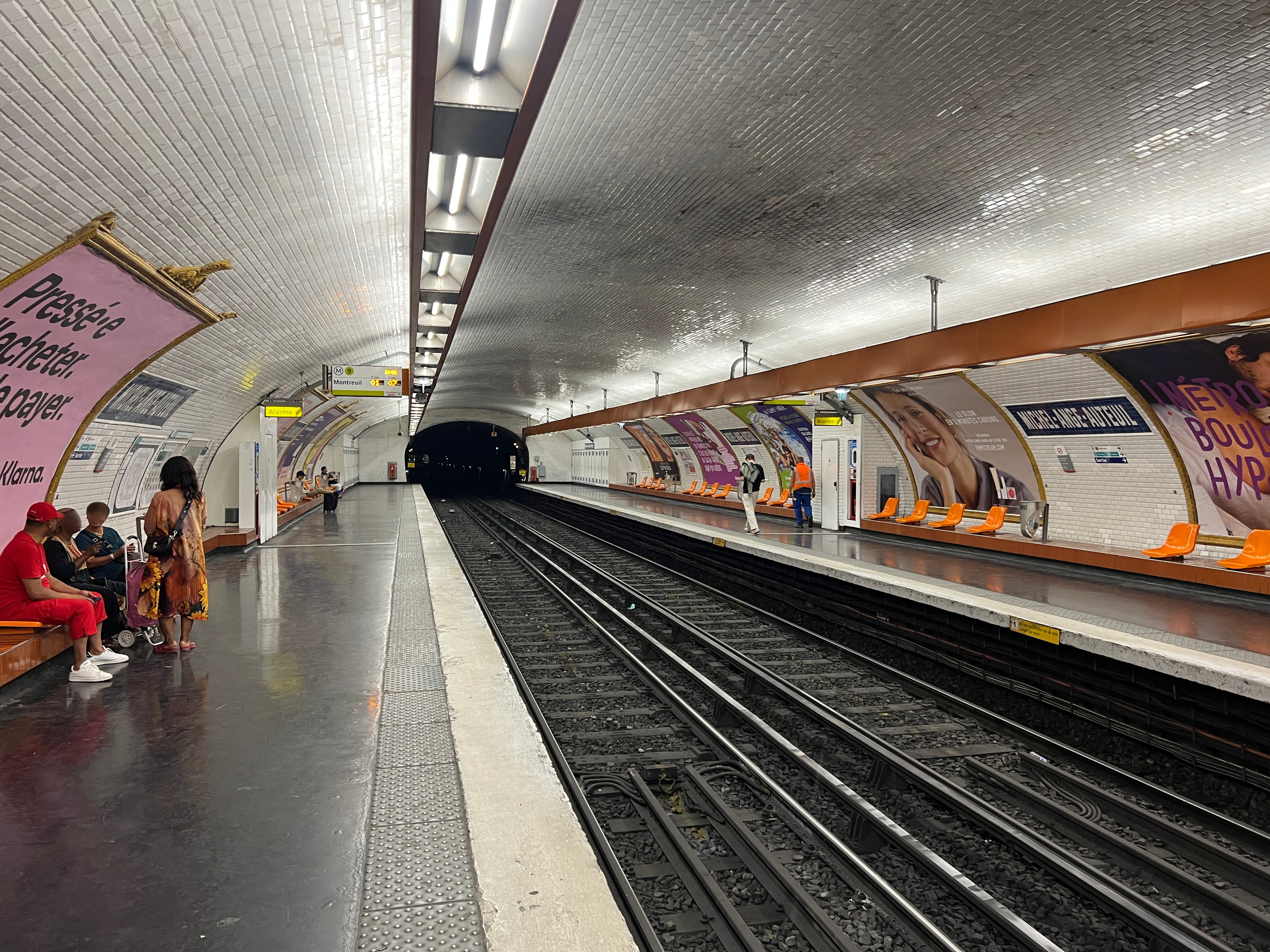
9號線月台（2022年7月）

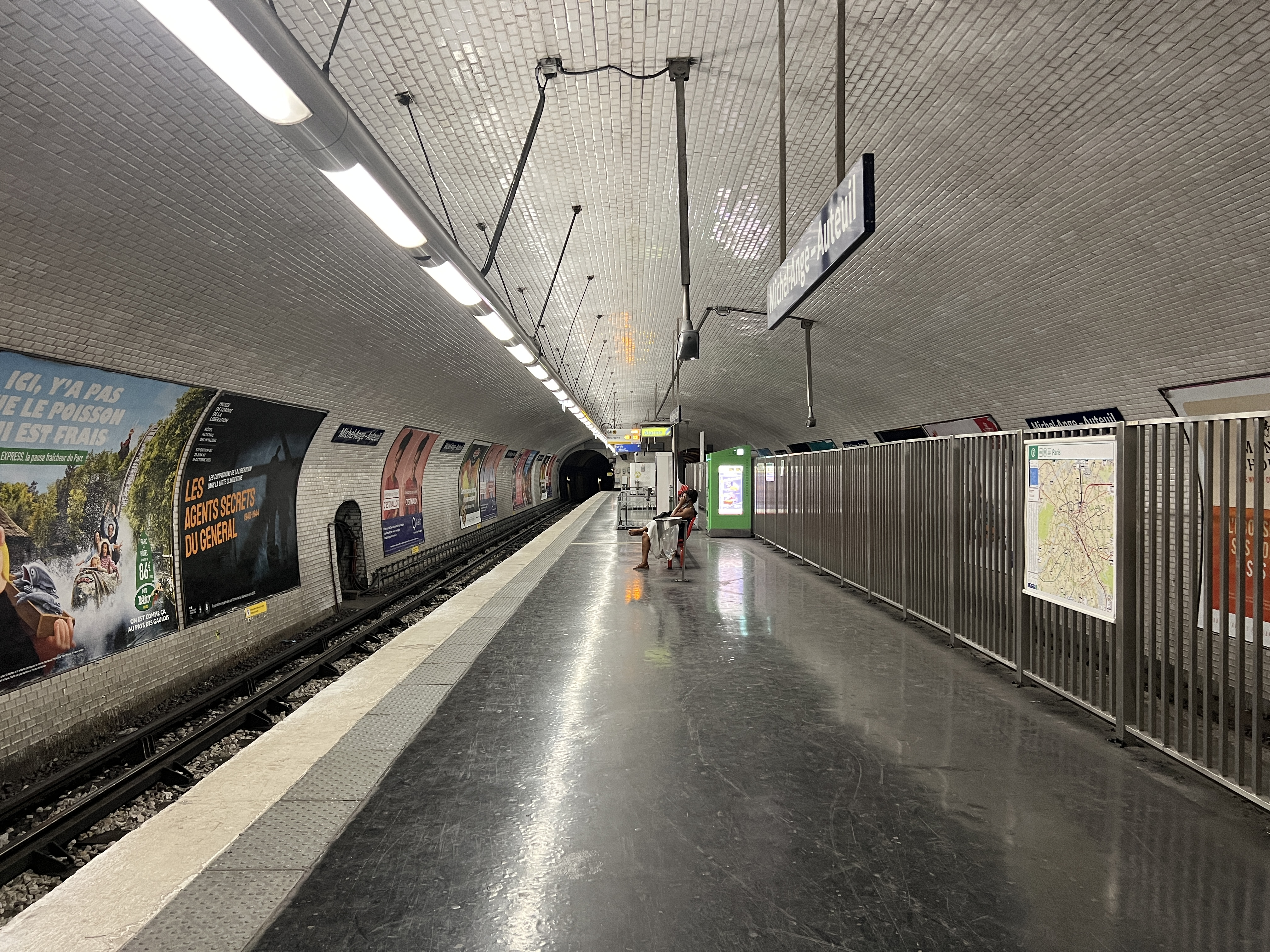
10號線月台（2022年7月）

## 車站結構
| 街道層       |                    |                                 |
| B1           | 夾層               |                                 |
| 10號線月台層 | 西行               | 無定期服務                      |
| 10號線月台層 | 島式月台，右側開門 |                                 |
| 10號線月台層 | 西行               | 往布洛涅-聖克盧橋（欧特伊門）   |
| 9號線月台層  | 側式月台，右側開門 | 側式月台，右側開門              |
| 9號線月台層  | 西行               | 往塞夫爾橋（米开朗基罗-莫利托） |
| 9號線月台層  | 東行               | 往蒙特勒伊市政厅（雅斯曼）      |
| 9號線月台層  | 側式月台，右側開門 |                                 |